# Unterhaching
 Unterhaching  là một đô thị ở München bang Bayern thuộc nước Đức.

## Thành phố kết nghĩa
- Bischofshofen
- Salzburg
- Le Vésinet
- Witney
- Adeje
- Żywiec